# Hagworthingham
Hagworthingham – wieś i civil parish w Anglii, w Lincolnshire, w dystrykcie East Lindsey. W 2011 civil parish liczyła 359 mieszkańców. Hagworthingham jest wspomniana w Domesday Book (1086) jako Haberdingham/Hacberdincham/Hacberding(e)ham.